# Gorosina
Gorosina là một chi bướm đêm thuộc họ Erebidae.